# Ginger Alden
Ginger Alden (Memphis, 13 novembre 1956) è un'attrice e modella statunitense, principalmente conosciuta come compagna di Elvis Presley nei suoi ultimi anni di vita: fu lei a trovare il celebre artista morto nella stanza da bagno.

## Biografia
Negli anni ottanta, Ginger Alden intraprese la carriera nel mondo del cinema, della radio e della televisione: lavorò in numerose pubblicità, comparve in varie trasmissioni televisive e divenne parte del cast della stagione 1986-1987 della soap opera Capitol al fianco di Teri Hatcher. Nel 1991 si sposò con Ronald Leyser da cui ebbe un figlio, Hunter.

### Il fidanzamento con Elvis
Conobbe Presley ancora bambina nel 1961, attraverso suo padre che era stato suo superiore durante il servizio militare che il "Re" svolse nel 1958. La sua famiglia era stata invitata ad unirsi ad Elvis presso il quartiere fieristico, per trascorrere una serata di divertimento. Quando la Alden aveva venti anni fu presentata ad Elvis insieme a sua sorella maggiore Terry (all'epoca la Miss Tennessee in carica) e la loro altra sorella Rosemary: nell'occasione, Presley chiese a Ginger Alden di sposarlo il 26 gennaio 1977 ed egli presentò la compagna al pubblico durante un concerto trasmesso dalla CBS nello stesso anno.
Il 16 agosto 1977, Elvis — all'epoca quarantaduenne — e Ginger giocarono a racquetball; successivamente il cantante entrò nella toilette e lesse un libro: Ginger si addormentò per poi svegliarsi nel primo pomeriggio, trovando il corpo senza vita del compagno nella stanza da bagno.